# 2310 Olshaniya
2310 Olshaniya (1974 SU4) là một tiểu hành tinh vành đai chính được phát hiện ngày 16 tháng 9 năm 1974 bởi L. Zhuravleva ở Nauchnyj.